# Farfengo (Grumello Cremonese ed Uniti)
Farfengo è una frazione del comune lombardo di Grumello Cremonese ed Uniti.
Al censimento del 21 ottobre 2001 contava 111 abitanti.

## Geografia fisica
Il centro abitato è sito a 58 metri sul livello del mare.

## Storia
La località è un piccolo borgo agricolo di antica origine.
In età napoleonica (1810) Farfengo fu aggregata al comune di Grumello, che assunse il nome di Grumello con Farfengo; recuperò un'effimera autonomia con la costituzione del Regno Lombardo-Veneto (1816), per poi venire aggregata definitivamente a Grumello nel 1841.